# 하파마
하파마(아르메니아어: ղափամա)는 아르메니아의 호박 요리이다. 크리스마스 기간 동안 먹는 명절 음식으로, 호박에 쌀밥과 견과, 건과 등을 소로 넣어 만든다.

## 만들기
호박의 속을 파내고 소를 넣은 다음 오븐에 구워서 만든다. 소로는 쌀밥, 아몬드 등 견과, 마른 살구나 프룬, 건포도 같은 건과, 꿀, 계핏가루 등이 쓰인다.

## 사진 갤러리

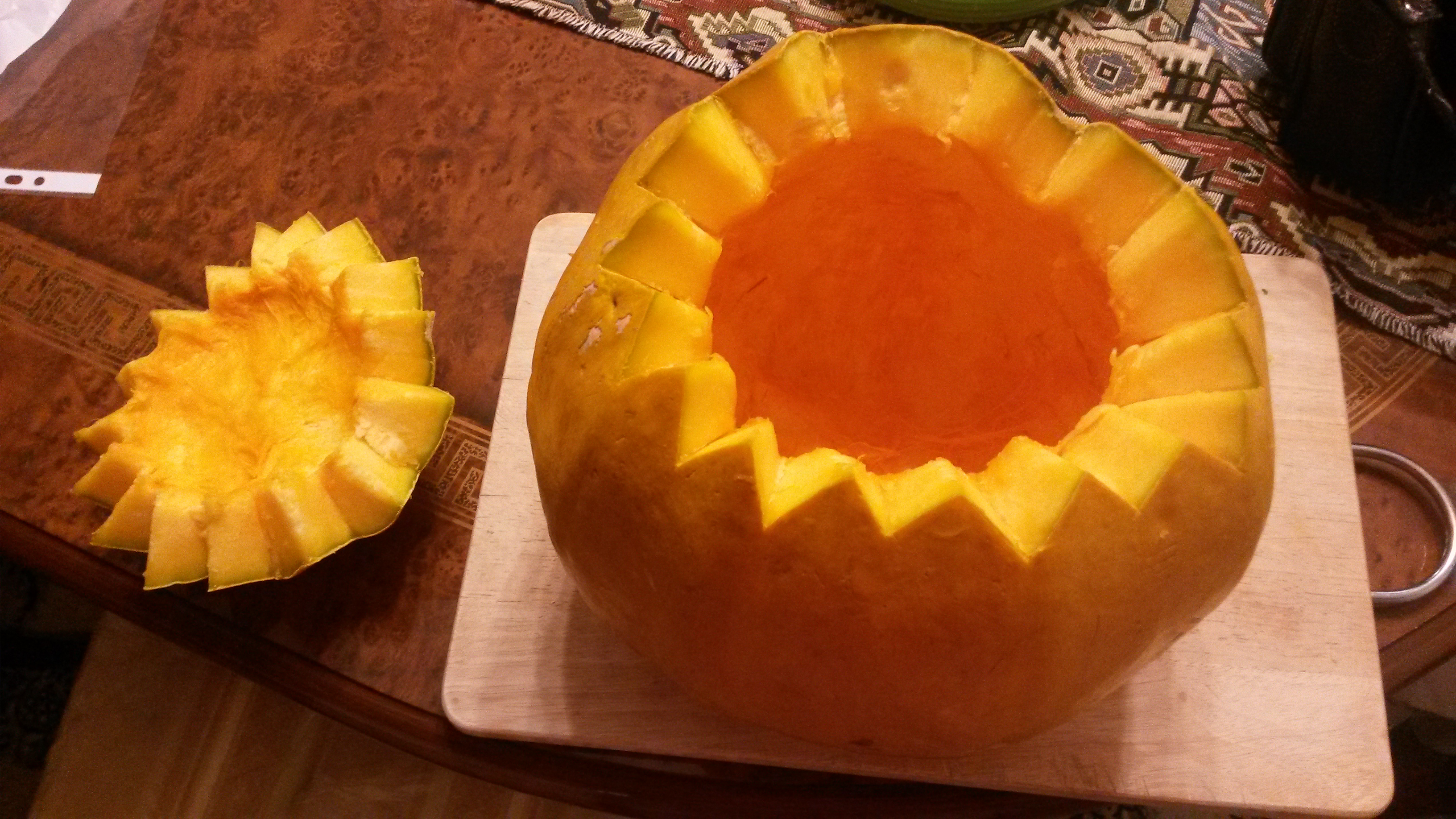
하파마를 만들기 위해 소를 파낸 호박
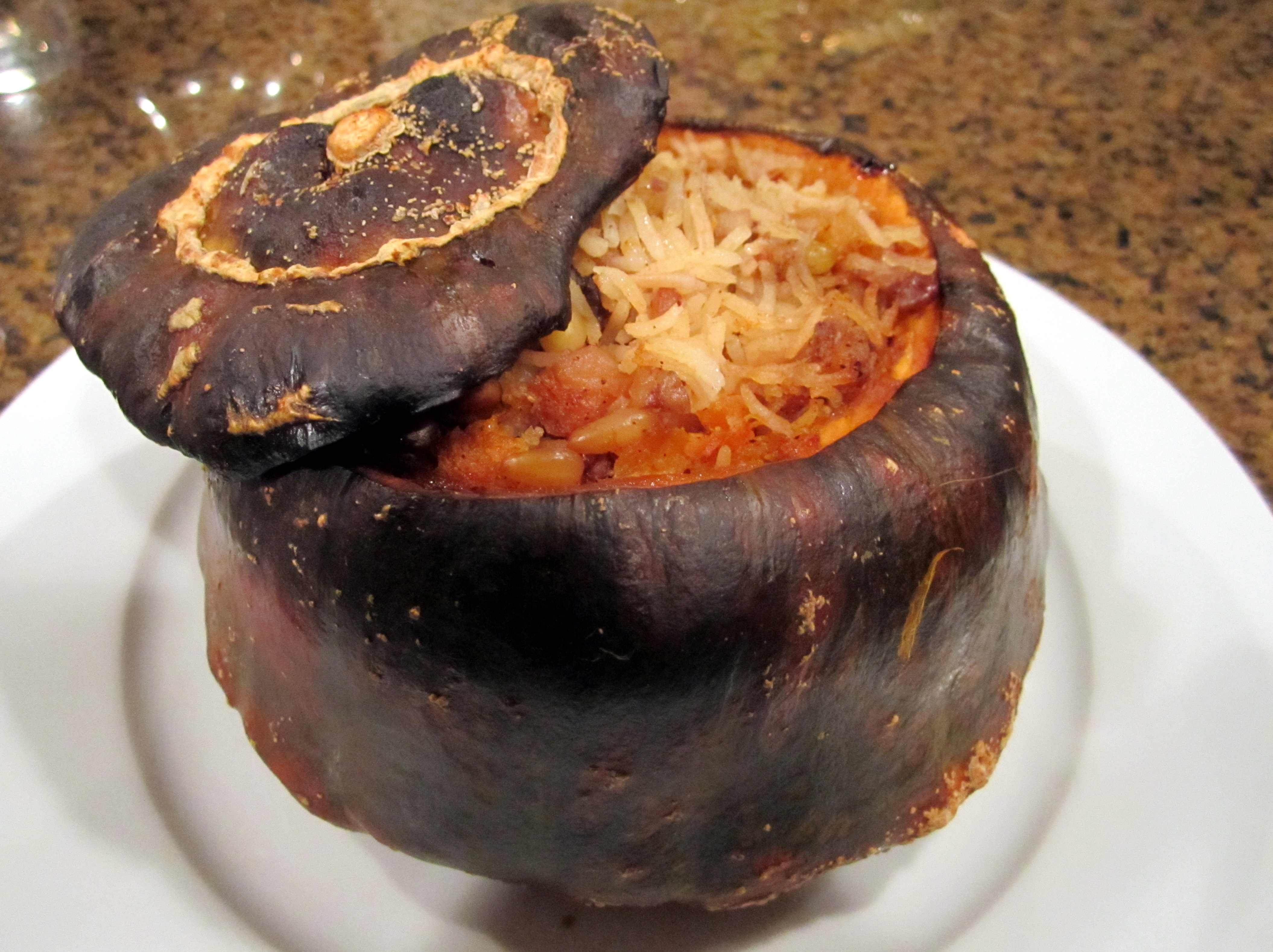
잘 구워진 하파마
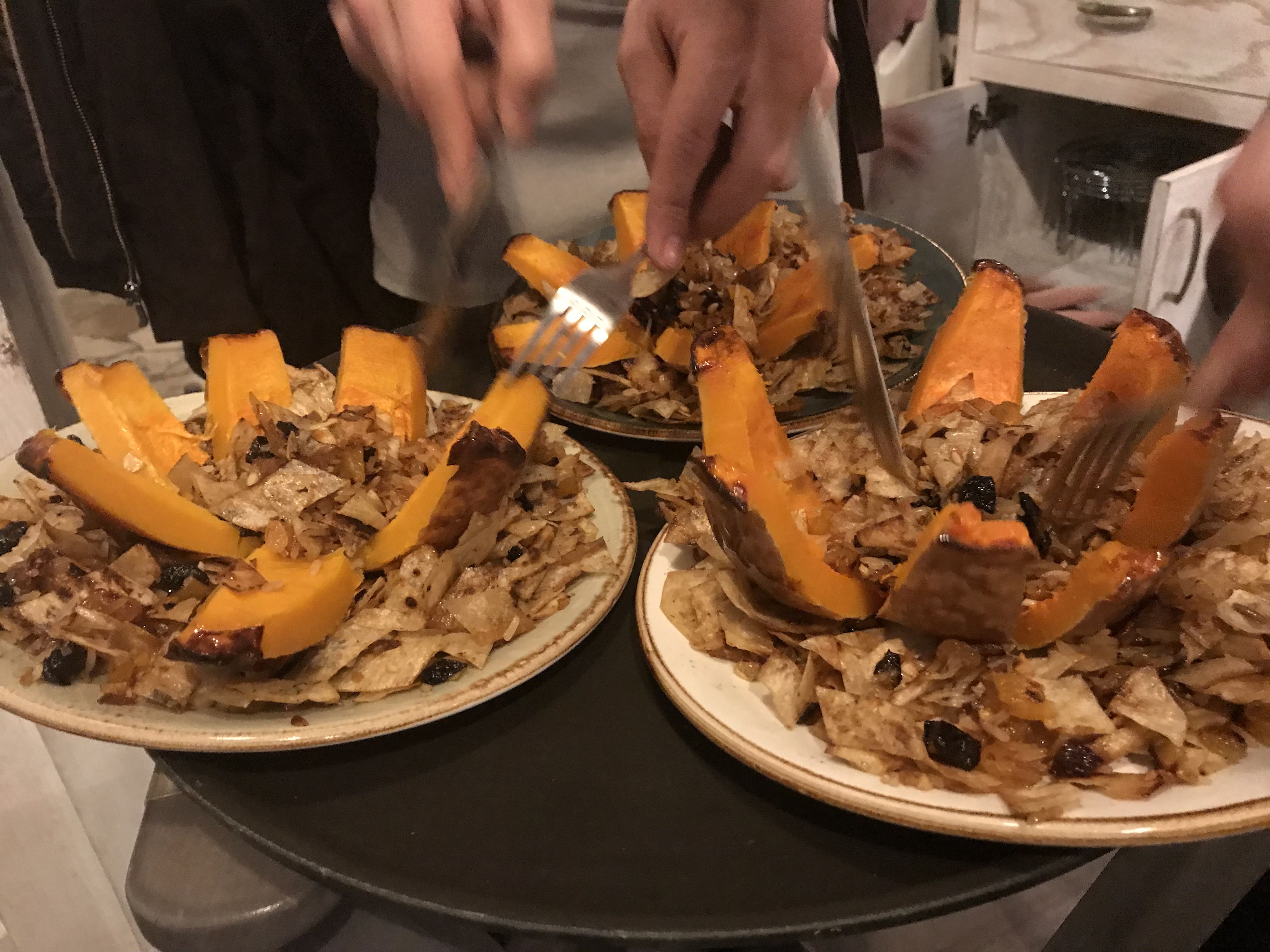
먹기 전에 자른 하파마

## 같이 보기
- 소를 넣은 음식 목록